# Lista miast w województwie małopolskim
W województwie małopolskim znajdują się 64 miasta o łącznej populacji 1 640 510 osób (stan na 30 czerwca 2024 r.), co stanowi 47,83% całej ludności województwa.
Największym miastem i stolicą województwa jest Kraków zamieszkiwany przez 807 644 osoby. Populacja Krakowa stanowi 49,23% ludności miejskiej województwa. Ponadto w województwie zlokalizowane jest jeszcze jedno miasto o populacji przekraczającej 100 tys. mieszkańców – Tarnów. W województwie znajduje się łącznie 19 miast powiatowych, w tym 3 miasta na prawach powiatu: Kraków, Nowy Sącz i Tarnów. W tych trzech miastach zamieszkuje łącznie 990 211 osób, które stanowią 28,87% populacji małopolskiego. Najmniejszym miastem powiatowym są Proszowice z populacją 5726 mieszkańców, a największym miastem niebędącym siedzibą powiatu jest Skawina zamieszkiwana przez 23 919 osób. Najmniejszą liczbę ludności mają Koszyce – 759 osób.
Największą powierzchnią (stan na 1 stycznia 2024 r.) zajmuje Kraków – 326,85 km², zaś najmniejszą Skała – 2,97 km². Łącznie powierzchnia obszarów miejskich w województwie wynosi 1703,09 km², czyli 11,22% jego powierzchni. Największą gęstość zaludnienia w województwie ma Kraków - 2466,6 os./km², zaś najmniejszą gęstością cechuje się Czarny Dunajec - 96,9 os./km².
Najwięcej miast (siedem) znajduje się w powiecie tarnowskim: Ciężkowice, Radłów, Ryglice, Tuchów, Wojnicz, Zakliczyn i Żabno, zaś tylko jedno miasto znajduje się w powiecie tatrzańskim - Zakopane.
| Rozmieszczenie miast na mapie województwa małopolskiego |
| --- |
| KrakówTarnówNowy SączOświęcimChrzanówNowy TargOlkuszBochniaWieliczkaGorliceZakopaneSkawinaTrzebiniaAndrychówKętyMyśleniceWadowiceNiepołomiceLibiążBrzeskoLimanowaRabka-ZdrójDąbrowa TarnowskaMiechówBrzeszczeKrzeszowiceKrynica-ZdrójBukownoSucha BeskidzkaStary SączChełmekWolbromBrzeszczeMszana DolnaSułkowiceTuchówDobczyceGrybówProszowiceMaków PodhalańskiPiwniczna-ZdrójJordanówSzczawnicaMuszynaBieczKalwaria ZebrzydowskaSłomnikiŻabnoSzczucinSkałaZatorAlwerniaWojniczBobowaNowy WiśniczCzarny DunajecRadłówCiężkowiceŚwiątniki GórneCzchówNowe BrzeskoZakliczynKsiąż WielkiKoszyceRyglice Miasta według populacji: · – powyżej 100 tys.; – od 50 do 100 tys.; – od 20 do 50 tys.; – od 10 do 20 tys.; – od 5 do 10 tys.; – poniżej 5 tys. |

W tabeli przedstawiono wszystkie miasta województwa małopolskiego uszeregowane według liczby ludności. Informacje dotyczące populacji, powierzchni oraz gęstości zaludnienia podano na podstawie danych Głównego Urzędu Statystycznego według stanu na dzień 1 stycznia 2024 r. 
Nazwy miast powiatowych pogrubiono, a nazwy miast na prawach powiatu dodatkowo zapisano kursywą. Nazwiska włodarzy miast, posługujących się tytułem prezydenta miasta zapisano kursywą.
| #   | Herb | Nazwa                 | Powiat      | Liczba ludności (1 stycznia 2024) | Powierzchnia [km²] (1 stycznia 2024) | Gęstość zaludnienia [os./km²] (1 stycznia 2024) | Burmistrz/Prezydent    | Współrzędne                               |
| --- | ---- | --------------------- | ----------- | --------------------------------- | ------------------------------------ | ----------------------------------------------- | ---------------------- | ----------------------------------------- |
| 1.  |      | Kraków                | Kraków      | 806 201                           | 326,85                               | 2466,6                                          | Aleksander Miszalski   | 50°03′41″N 19°56′18″E/50,061389 19,938333 |
| 2.  |      | Tarnów                | Tarnów      | 103 129                           | 72,37                                | 1425                                            | Jakub Kwaśny           | 50°00′44″N 20°59′08″E/50,012222 20,985556 |
| 3.  |      | Nowy Sącz             | Nowy Sącz   | 80 358                            | 57,60                                | 1395,1                                          | Ludomir Handzel        | 49°37′30″N 20°41′44″E/49,625000 20,695556 |
| 4.  |      | Oświęcim              | oświęcimski | 35 577                            | 30,14                                | 1180,4                                          | Janusz Chwierut        | 50°02′21″N 19°13′15″E/50,039167 19,220833 |
| 5.  |      | Chrzanów              | chrzanowski | 33 928                            | 38,31                                | 885,6                                           | Robert Maciaszek       | 50°08′28″N 19°24′14″E/50,141111 19,403889 |
| 6.  |      | Nowy Targ             | nowotarski  | 33 065                            | 51,07                                | 647,4                                           | Grzegorz Watycha       | 49°28′40″N 20°01′48″E/49,477778 20,030000 |
| 7.  |      | Olkusz                | olkuski     | 32 261                            | 25,65                                | 1257,7                                          | Roman Piaśnik          | 50°16′45″N 19°33′35″E/50,279167 19,559722 |
| 8.  |      | Bochnia               | bocheński   | 28 441                            | 29,89                                | 951,5                                           | Magdalena Łacna        | 49°58′08″N 20°25′48″E/49,968889 20,430000 |
| 9.  |      | Wieliczka             | wielicki    | 27 845                            | 13,41                                | 2076,4                                          | Rafał Ślęczka          | 49°59′10″N 20°03′42″E/49,986111 20,061667 |
| 10. |      | Gorlice               | gorlicki    | 25 523                            | 23,53                                | 1084,7                                          | Rafał Kukla            | 49°39′16″N 21°09′33″E/49,654444 21,159167 |
| 11. |      | Zakopane              | tatrzański  | 25 204                            | 84,26                                | 299,1                                           | Łukasz Filipowicz      | 49°17′58″N 19°57′07″E/49,299444 19,951944 |
| 12. |      | Skawina               | krakowski   | 23 967                            | 20,50                                | 1169,1                                          | Norbert Rzepisko       | 49°58′30″N 19°49′42″E/49,975000 19,828333 |
| 13. |      | Trzebinia             | chrzanowski | 18 502                            | 31,95                                | 579,1                                           | Jarosław Okoczuk       | 50°09′35″N 19°28′14″E/50,159722 19,470556 |
| 14. |      | Andrychów             | wadowicki   | 18 311                            | 10,34                                | 1770,9                                          | Beata Smolec           | 49°51′18″N 19°20′28″E/49,855000 19,341111 |
| 15. |      | Myślenice             | myślenicki  | 17 745                            | 30,22                                | 587,2                                           | Jarosław Szlachetka    | 49°50′00″N 19°56′26″E/49,833333 19,940556 |
| 16. |      | Kęty                  | oświęcimski | 17 669                            | 23,02                                | 767,5                                           | Marcin Śliwa           | 49°53′00″N 19°13′19″E/49,883333 19,221944 |
| 17. |      | Wadowice              | wadowicki   | 17 196                            | 10,52                                | 1634,6                                          | Bartosz Kaliński       | 49°52′57″N 19°29′40″E/49,882500 19,494444 |
| 18. |      | Niepołomice           | wielicki    | 16 805                            | 27,40                                | 613,3                                           | Michał Hebda           | 50°02′02″N 20°13′02″E/50,033889 20,217222 |
| 19. |      | Brzesko               | brzeski     | 15 928                            | 11,91                                | 1337,4                                          | Tomasz Latocha         | 49°58′08″N 20°36′23″E/49,968889 20,606389 |
| 20. |      | Libiąż                | chrzanowski | 15 912                            | 35,86                                | 443,7                                           | Jacek Latko            | 50°06′13″N 19°18′56″E/50,103611 19,315556 |
| 21. |      | Limanowa              | limanowski  | 14 430                            | 18,70                                | 771,7                                           | Jolanta Juszkiewicz    | 49°42′06″N 20°25′32″E/49,701667 20,425556 |
| 22. |      | Rabka-Zdrój           | nowotarski  | 12 233                            | 36,70                                | 333,3                                           | Leszek Świder          | 49°36′35″N 19°57′57″E/49,609722 19,965833 |
| 23. |      | Dąbrowa Tarnowska     | dąbrowski   | 11 458                            | 23,21                                | 493,7                                           | Krzysztof Kaczmarski   | 50°10′29″N 20°59′11″E/50,174722 20,986389 |
| 24. |      | Miechów               | miechowski  | 10 918                            | 15,49                                | 704,8                                           | Dariusz Marczewski     | 50°21′28″N 20°01′57″E/50,357778 20,032500 |
| 25. |      | Brzeszcze             | oświęcimski | 10 657                            | 19,03                                | 560                                             | Radosław Szot          | 49°58′50″N 19°09′07″E/49,980556 19,151944 |
| 26. |      | Krzeszowice           | krakowski   | 9743                              | 16,96                                | 574,5                                           | Wacław Grzegorczyk     | 50°08′06″N 19°37′55″E/50,135000 19,631944 |
| 27. |      | Krynica-Zdrój         | nowosądecki | 9597                              | 39,69                                | 241,8                                           | Piotr Ryba             | 49°24′42″N 20°57′18″E/49,411667 20,955000 |
| 28. |      | Bukowno               | olkuski     | 9467                              | 64,50                                | 146,8                                           | Marcin Cockiewicz      | 50°16′05″N 19°27′47″E/50,268056 19,463056 |
| 29. |      | Sucha Beskidzka       | suski       | 8868                              | 27,65                                | 320,7                                           | Stanisław Lichosyt     | 49°44′25″N 19°35′19″E/49,740278 19,588611 |
| 30. |      | Stary Sącz            | nowosądecki | 8701                              | 15,00                                | 580,1                                           | Jacek Lelek            | 49°33′45″N 20°38′11″E/49,562500 20,636389 |
| 31. |      | Chełmek               | oświęcimski | 8413                              | 8,29                                 | 1014,8                                          | Andrzej Saternus       | 50°05′59″N 19°14′55″E/50,099722 19,248611 |
| 32. |      | Wolbrom               | olkuski     | 8045                              | 10,12                                | 795                                             | Radosław Kuś           | 50°23′08″N 19°45′34″E/50,385556 19,759444 |
| 33. |      | Mszana Dolna          | limanowski  | 7826                              | 27,10                                | 288,8                                           | Agnieszka Orzeł        | 49°40′31″N 20°04′36″E/49,675278 20,076667 |
| 34. |      | Sułkowice             | myślenicki  | 6464                              | 16,44                                | 393,2                                           | Artur Grabczyk         | 49°50′16″N 19°47′44″E/49,837778 19,795556 |
| 35. |      | Tuchów                | tarnowski   | 6176                              | 18,10                                | 341,2                                           | Magdalena Marszałek    | 49°53′42″N 21°03′15″E/49,895000 21,054167 |
| 36. |      | Dobczyce              | myślenicki  | 6163                              | 12,97                                | 475,2                                           | Tomasz Suś             | 49°52′45″N 20°05′29″E/49,879167 20,091389 |
| 37. |      | Grybów                | nowosądecki | 5947                              | 16,96                                | 350,6                                           | Paweł Fyda             | 49°37′28″N 20°56′54″E/49,624444 20,948333 |
| 38. |      | Proszowice            | proszowicki | 5744                              | 7,34                                 | 782,6                                           | Grzegorz Cichy         | 50°11′35″N 20°17′19″E/50,193056 20,288611 |
| 39. |      | Maków Podhalański     | suski       | 5534                              | 20,12                                | 275                                             | Michał Surmiak         | 49°43′50″N 19°40′51″E/49,730556 19,680833 |
| 40. |      | Jordanów              | suski       | 5403                              | 21,03                                | 256,9                                           | Andrzej Malczewski     | 49°38′57″N 19°49′48″E/49,649167 19,830000 |
| 41. |      | Piwniczna-Zdrój       | nowosądecki | 5385                              | 38,29                                | 140,6                                           | Tomasz Michałowski     | 49°26′07″N 20°42′41″E/49,435278 20,711389 |
| 42. |      | Szczawnica            | nowotarski  | 5208                              | 32,90                                | 158,3                                           | Bogdan Szewczyk        | 49°25′22″N 20°28′58″E/49,422778 20,482778 |
| 43. |      | Muszyna               | nowosądecki | 4433                              | 24,43                                | 181,5                                           | Jan Golba              | 49°21′30″N 20°54′00″E/49,358333 20,900000 |
| 44. |      | Biecz                 | gorlicki    | 4313                              | 17,72                                | 243,4                                           | Mirosław Wędrychowicz  | 49°43′55″N 21°15′45″E/49,731944 21,262500 |
| 45. |      | Kalwaria Zebrzydowska | wadowicki   | 4300                              | 5,50                                 | 781,8                                           | Tadeusz Stela          | 49°52′05″N 19°40′37″E/49,868056 19,676944 |
| 46. |      | Słomniki              | krakowski   | 4161                              | 3,43                                 | 1213,1                                          | Paweł Knafel           | 50°14′27″N 20°04′54″E/50,240833 20,081667 |
| 47. |      | Żabno                 | tarnowski   | 4100                              | 11,13                                | 368,4                                           | Tomasz Kijowski        | 50°07′58″N 20°53′07″E/50,132778 20,885278 |
| 48. |      | Szczucin              | dąbrowski   | 4086                              | 6,85                                 | 596,5                                           | Tomasz Bełzowski       | 50°18′33″N 21°04′29″E/50,309167 21,074722 |
| 49. |      | Skała                 | krakowski   | 3880                              | 2,97                                 | 1306,4                                          | Piotr Trzcionka        | 50°13′50″N 19°51′13″E/50,230556 19,853611 |
| 50. |      | Czarny Dunajec        | nowotarski  | 3680                              | 37,98                                | 96,9                                            | Marcin Ratułowski      | 49°26′22″N 19°51′15″E/49,439444 19,854167 |
| 51. |      | Zator                 | oświęcimski | 3601                              | 11,51                                | 312,9                                           | Szymon Matyja          | 49°59′47″N 19°26′17″E/49,996389 19,438056 |
| 52. |      | Alwernia              | chrzanowski | 3244                              | 8,88                                 | 365,3                                           | Beata Nadzieja-Szpila  | 50°03′45″N 19°32′31″E/50,062500 19,541944 |
| 53. |      | Wojnicz               | tarnowski   | 3141                              | 8,50                                 | 369,5                                           | Tadeusz Bąk            | 49°57′28″N 20°50′22″E/49,957778 20,839444 |
| 54. |      | Bobowa                | gorlicki    | 3060                              | 7,18                                 | 426,2                                           | Marcin Wąs             | 49°42′31″N 20°56′41″E/49,708611 20,944722 |
| 55. |      | Nowy Wiśnicz          | bocheński   | 2730                              | 4,97                                 | 549,3                                           | Małgorzata Więckowska  | 49°54′53″N 20°27′39″E/49,914722 20,460833 |
| 56. |      | Radłów                | tarnowski   | 2698                              | 16,83                                | 160,3                                           | Mateusz Borowiec       | 50°05′08″N 20°50′31″E/50,085556 20,841944 |
| 57. |      | Ryglice               | tarnowski   | 2673                              | 25,15                                | 106,3                                           | Paweł Augustyn         | 49°52′43″N 21°08′14″E/49,878611 21,137222 |
| 58. |      | Ciężkowice            | tarnowski   | 2482                              | 9,99                                 | 248,4                                           | Jowita Jurkiewicz-Drąg | 49°47′10″N 20°58′25″E/49,786111 20,973611 |
| 59. |      | Świątniki Górne       | krakowski   | 2385                              | 4,44                                 | 537,2                                           | Małgorzata Duży        | 49°56′05″N 19°57′14″E/49,934722 19,953889 |
| 60. |      | Czchów                | brzeski     | 2276                              | 14,09                                | 161,5                                           | Krzysztof Szot         | 49°50′02″N 20°40′23″E/49,833889 20,673056 |
| 61. |      | Nowe Brzesko          | proszowicki | 1604                              | 7,26                                 | 220,9                                           | Krzysztof Madejski     | 50°08′14″N 20°23′05″E/50,137222 20,384722 |
| 62. |      | Zakliczyn             | tarnowski   | 1579                              | 4,02                                 | 392,8                                           | Dawid Chrobak          | 49°51′22″N 20°48′50″E/49,856111 20,813889 |
| 63. |      | Książ Wielki          | miechowski  | 839                               | 5,62                                 | 149,3                                           | Marek Płonczyński      | 50°26′32″N 20°08′25″E/50,442222 20,140278 |
| 64. |      | Koszyce               | proszowicki | 759                               | 3,25                                 | 233,5                                           | Krystian Hytroś        | 50°10′13″N 20°34′23″E/50,170278 20,573056 |